# Kalugherovo, Pazardjik
Kalugherovo (în bulgară Калугерово) este un sat în comuna Lesiciovo, regiunea Pazardjik,  Bulgaria. 

## Demografie
Componența etnică a satului Kalugherovo
     Bulgari (94,41%)
     Romi (1,71%)
     Nicio identificare (3,86%)
     Altele (0,25%)
La recensământul din 2011, populația satului Kalugherovo era de 1.164 locuitori. Din punct de vedere etnic, majoritatea locuitorilor (94,41%) erau bulgari, cu o minoritate de romi (1,71%). Pentru 3,86% din locuitori nu este cunoscută apartenența etnică.